# Melodifestivalens Hall of Fame
Melodifestivalens Hall of Fame instiftades inför Melodifestivalen 2020 för att uppmärksamma låtskrivare, artister och andra personer vars insatser haft stora betydelser för Melodifestivalen genom åren.

## Urval
De första 48 invalen utsågs av Melodifestivalens ledningsgrupp bestående av Christer Björkman, Anette Helenius, Christel Tholse Willers, Thomas Strindberg, Viktor Berglund och Karin Gunnarsson och presenterades under  Andra chansen i Melodifestivalen 2020.
Kommande inval är tänkta att ske årligen genom att en nomineringskommitté utser 18 insatser från vilka tittarna sedan får välja ut 6.

## Statyett
Personerna som väljs in i Melodifestivalens Hall of Fame tilldelas en guldstjärna som designats av Dallas Sthlm AB, byrån som stått bakom festivalens logga sen 2002.

## Invalda
| Invald | Namn | Roll                                  | Motivering |
| ------ | --- | ------------------------------------- | --- |
| 2020   | Euphoria (Peter Boström, Thomas G:son och Loreen)                                                            | Vinnare, Eurovision Song Contest 2012 | ”För Sveriges femte seger i Eurovision Song Contest, ett banbrytande nummer och en jordskredsseger, väljs ’Euphoria’ (2012) med Loreen och låtskrivarna Peter Boström och Thomas G:son in i Melodifestivalens Hall of Fame.” |
| 2020   | Monica Zetterlund                                                                                            | Artist                                | ”Monica Zetterlund väljs in i Melodifestivalens Hall of Fame för sina två klassiska bidrag ’När min vän’ (1962) och ’En gång i Stockholm’ (1963).” |
| 2020   | Brandsta City Släckers (Glenn Borgkvist, Mats Nilsson, Ulf Johansson, Olle Östberg och Tom Börjesson)        | Artist                                | ”Brandsta City Släckers (Glenn Borgkvist, Mats Nilsson, Ulf Johansson, Olle Östberg och Tom Börjesson) väljs in i Melodifestivalens Hall of Fame för det magiska tv-minnet Brandstaklappen.” |
| 2020   | Family Four (Berndt Öst, Agnetha Munther, Marie Bergman och Pierre Isacsson)                                 | Artist                                | ”Family Four (Berndt Öst, Agnetha Munther, Marie Bergman och Pierre Isacsson) väljs in i Melodifestivalens Hall of Fame i egenskap av att vara ensamma om att ha vunnit tävlingen två år i rad: år 1971med ’Vita vidder’ och år 1972med ’Härliga sommardag’.”                                                                                |
| 2020   | Marie Lindberg                                                                                               | Artist                                | ”Marie Lindberg väljs in i Melodifestivalens Hall of Fame för att hon över en natt blev ’skolfröken’ med hela svenska folket i samband med sitt deltagande med ’Trying to recall’ (2007).” |
| 2020   | Linda Bengtzing                                                                                              | Artist                                | ”Linda Bengtzing väljs in i Melodifestivalens Hall of Fame för att hon i en tid av förändring försvarade schlagergenren under 00-talet med de tre hittarna ’Alla flickor’ (2005), ’Jag ljuger så bra’ (2006) och ’Hur svårt kan det va?’ (2008).”                                                                                            |
| 2020   | Ann-Christine Bärnsten                                                                                       | Artist                                | ”Ann-Christine Bärnsten väljs in i Melodifestivalens Hall of Fame för ’Ska vi plocka körsbär i min trädgård’ (1975), som har etsat sig fast i vårt kollektiva minne, trots den blygsamma niondeplatsen.” |
| 2020   | Roger Pontare                                                                                                | Artist                                | ”Mannen från vidderna, Roger Pontare, väljs in i Melodifestivalens Hall of Fame för sina starka sceniska uttryck, inte minst i vinnarbidraget ’När vindarna viskar mitt namn’ från 2000.” |
| 2020   | Anders Berglund                                                                                              | Dirigent                              | ”Anders Berglund väljs in i Melodifestivalens Hall of Fame för sina insatser som dirigent under 1980- och 90-talen.” |
| 2020   | Bert Karlsson                                                                                                | Skivbolagsdirektör                    | ”Skivbolagsentreprenören Bert Karlsson väljs in i Melodifestivalens Hall of Fame för sin dominerande roll under 1980- och 90-talet, då han låg bakom otaliga artister för artister som Carola, Lena Philipsson, Herreys, Charlotte Perrelli och många fler.”                                                                                 |
| 2020   | Ted Gärdestad                                                                                                | Artist & låtskrivare                  | ”Ted Gärdestad – som medverkade i Melodifestivalen fyra gånger – väljs in i Hall of Fame för sina odödliga klassiker ’Oh, vilken härlig da’’ (1973) och ’Satellit’ (1979).” |
| 2020   | Shirley Clamp                                                                                                | Artist                                | ”Shirley Clamp väljs in i Melodifestivalens Hall of Fame för sitt monumentala genombrott 2004 med låten ’Min kärlek’.” |
| 2020   | Anna Book | Artist                                | ”Anna Book väljs in i Melodifestivalens Hall of Fame för det oförglömliga avtryck hon gjorde 1986 med ’ABC’.” |
| 2020   | Cecilia Vennersten                                                                                           | Artist                                | ”Cecilia Vennersten väljs in i Melodifestivalens Hall of Fame för klassikern ’Det vackraste’, som förutom andraplatsen i Melodifestivalen vann en Grammis för Årets låt 1995.” |
| 2020   | Lill Lindfors & Svante Thuresson                                                                             | Artist                                | ”Lill Lindfors och Svante Thuresson väljs in i Melodifestivalens Hall of Fame för ’Nygammal vals’, en låt som gav Sverige sin första medalj i Eurovision Song Contest med andraplatsen i Luxemburg 1966.” |
| 2020   | Lasse Holm                                                                                                   | Låtskrivare                           | ”Lasse Holm väljs in i Melodifestivalens Hall of Fame för sina fem vinster som upphovsman: 1982, 1983, 1985, 1986 och 1993.” |
| 2020   | Siw Malmkvist                                                                                                | Artist                                | ”Siw Malmkvist väljs in i Melodifestivalens Hall of Fame för sina vinster i Sverige med ’Augustin’ (1959) och ’April, april’ (1961) – två bidrag som hon sedan inte framförde i Eurovision Song Contest. Däremot fick hon åka till Eurovision 1960 med ’Alla andra får varann’, som hon inte vann med i Sverige.”                            |
| 2020   | Arvingarna (Casper Janebrink, Kim Carlsson, Tommy Carlsson och Lars Larsson)                                 | Artist                                | ”Arvingarna (Casper Janebrink, Kim Carlsson, Tommy Carlsson och Lars Larsson) väljs in i Melodifestivalens Hall of Fame för ’Eloise’ (1993). Arvingarna gjorde ’Eloise’ till en klassiker och var först om att vinna tävlingen med hjälp av telefonröster.”                                                                                  |
| 2020   | Tommy Körberg                                                                                                | Artist                                | ”Tommy Körberg väljs in i Melodifestivalens Hall of Fame för hela Sveriges hymn ’Stad i ljus’ (1988). Han vann Melodifestivalen första gången redan 1969 men skapade med ’Judy min vän’ en odödlig klassiker.” |
| 2020   | Ann-Louise Hanson                                                                                            | Artist                                | ”Ann-Louise Hanson väljs in i Melodifestivalens Hall of Fame som den artist som deltagit flest gånger i tävlingen. Ann-Louise Hanson har i dag alla tiders artistrekord med sina 14 tävlingslåtar mellan 1963 och 2019.” |
| 2020   | Lars Forssell                                                                                                | Textförfattare                        | ”Lars Forssell väljs in i Melodifestivalens Hall of Fame för den oförglömliga textraden ’Dina bröst är som svalor som häckar’ från låten ’Sommar'n som aldrig säger nej’, vinnarbidraget 1973.” |
| 2020   | Alcazar (Lina Hedlund, Andreas Lundstedt och Tess Merkel)                                                    | Artist                                | ”Alcazar har i olika konstellationer levererat hittar i Melodifestivalen. Den exempellösa framgången för ’Stay the night’ med Lina Hedlund, Andreas Lundstedt och Tess Merkel ger gruppen en plats i Melodifestivalens Hall of Fame.” |
| 2020   | Bobby Ljunggren                                                                                              | Låtskrivare                           | ”Bobby Ljunggren väljs in i Melodifestivalens Hall of Fame för sina fem vinster och enastående insatser som kompositör under lång tidsrymd. Bobby Ljunggren har hittills tävlat med 50 bidrag.” |
| 2020   | Björn Gustafsson                                                                                             | Pausunderhållare                      | ”Björn Gustafsson väljs in Melodifestivalens Hall of Fame för det monumentala genombrott han fick med sina humornummer under Melodifestivalen 2008.” |
| 2020   | Towa Carson                                                                                                  | Artist                                | ”Towa Carson väljs in i Melodifestivalens Hall of Fame för sina oförglömliga hittar i tävlingen. År 1967 deltog hon med ’Alla har glömt’ och fyra decennier senare, 2004, med ’C'est la vie’.” |
| 2020   | Afro-Dite (Gladys del Pilar, Kayo Shekoni och Blossom Tainton)                                               | Artist                                | ”Afro-Dite väljs in i Hall of Fame för sin historiska medverkan år 2002, då den moderna Melodifestivalen lanserades. Afro-Dite blev den första vinnaren av denna nyskapande Melodifestival, och ’Never Let It Go’ var den första vinnarlåten på engelska och som blev en hit i kommersiell radio.”                                           |
| 2020   | Björn Skifs                                                                                                  | Artist & låtskrivare                  | ”Björn Skifs väljs in i Melodifestivalens Hall of Fame för sina två vinster, ’Det blir alltid värre framåt natten’ (1978) och ’Fångad i en dröm’ (1981), och framförallt för sin tidlösa allsångsklassiker ’Michelangelo’ från 1975.” |
| 2020   | Tomas Ledin                                                                                                  | Artist & låtskrivare                  | ”Tomas Ledin lade i Melodifestivalen grunden för sin magnifika karriär och väljs in i Hall of Fame för sina tre oförglömliga låtar ’Minns du Hollywood’ (1977), ’Det ligger i luften’ (1979) och ’Just nu’ (1980).” |
| 2020   | Åke Gerhard                                                                                                  | Låtskrivare                           | ”Legendaren Åke Gerhard väljs in i Melodifestivalens Hall of Fame för sina insatser som upphovsman, där han säkrade sin plats i historien genom att vinna Melodifestivalen fyra av tävlingens fem första år.” |
| 2020   | Andreas Johnson                                                                                              | Artist & låtskrivare                  | ”För sin debutlåt i tävlingen ’Sing for Me’ väljs Andreas Johnson in i Melodifestivalens Hall of Fame. Andreas Johnson fick 2006 en monumental hit med denna låt och cementerade att popmusiken hade kommit till Melodifestivalen för att stanna.”                                                                                           |
| 2020   | Karin Falck                                                                                                  | Programledare                         | ”Karin Falck väljs in i Melodifestivalens Hall of Fame för sina oförglömliga programledarinsatser år 1975 i Melodifestivalen och under Sveriges första värdskap av Eurovision Song Contest.” |
| 2020   | Kikki Danielsson                                                                                             | Artist                                | ”Kikki Danielsson väljs in i Melodifestivalens Hall of Fame för sina klassiska vinster med ’Dag efter dag’ (1982) och ’Bra vibrationer’ (1985).” |
| 2020   | The Ark (Ola Salo, Jens Andersson, Martin Axén, Mikael Jepson, Lars Ljungberg och Sylvester Schlegel)        | Artist                                | ”The Ark väljs in i Melodifestivalens Hall of Fame för ’The worrying kind’ (2007), där glamrockbandet befäste tävlingens nya riktning – från schlager till pop.” |
| 2020   | Magnus Uggla                                                                                                 | Artist & låtskrivare                  | ”Magnus Uggla väljs in i Melodifestivalens Hall of Fame för klassiska ’Johnny the Rocker’ i Melodifestivalen 1979, en insats som visade att även en sistaplats kan leda till odödlighet.” |
| 2020   | Ingela ”Pling” Forsman                                                                                       | Textförfattare                        | ”Ingela ’Pling’ Forsman väljs in i Melodifestivalens Hall of Fame för sina 39 bidrag, varav tre vinnare. Hennes samlade insatser gör Ingela till Melodifestivalens mest legendariska textförfattare.” |
| 2020   | Lars Berghagen                                                                                               | Artist & låtskrivare                  | ”Lars Berghagen väljs in i Melodifestivalens Hall of Fame för ’Ding dong’ (1973), ’Min kärlekssång till dig’ (1974) och ’Jennie Jennie’ (1975), tre klassiker som har gett honom en beständig plats i Melodifestivalhistorien.” |
| 2020   | Claes-Göran Hederström                                                                                       | Artist                                | ”Claes-Göran Hederström väljs in i Melodifestivalens Hall of Fame för sin vinst 1968, då han med ’Det börjar verka kärlek, banne mej’ blev den första att vinna tävlingen med en poplåt.” |
| 2020   | Lasse Samuelson                                                                                              | Dirigent                              | ”Lasse Samuelson tar plats i Hall of Fame för sina många insatser som kapellmästare under 1960- och 70-talen, som gjort honom till en legendar i Melodifestivalens historia.” |
| 2020   | Sarah Dawn Finer                                                                                             | Artist & låtskrivare                  | ”Sarah Dawn Finer väljs in i Hall of Fame för sina insatser med omåttligt populära ’I remember love’ (2007) och ’Moving on’ (2009), som har gjort henne till balladdrottning i Melodifestivalen.” |
| 2020   | After Dark (Lasse Flinckman och Christer Lindarw)                                                            | Artist                                | ”För den ikoniska insatsen med ’La dolce vita’ i Melodifestivalen 2004. Dragdrottningarna skapade med sitt glittrande framträdande ett klassiskt uttryck med många efterföljare.” |
| 2020   | Lena Philipsson                                                                                              | Artist & låtskrivare                  | ”Lena Philipsson väljs in i Melodifestivalens Hall of Fame för ’Kärleken är evig’ (1986), ’Dansa i neon’ (1987), ’Om igen’ (1988) och ’Det gör ont’ (2004). Hon har visat sin beständiga lyskraft genom att göra alla sina bidrag till klassiker.”                                                                                           |
| 2020   | Nanne Grönvall                                                                                               | Artist & låtskrivare                  | ”Nanne Grönvall väljs in i Melodifestivalens Hall of Fame för sina återkommande insatser i varierande genrer, stilar och konstellationer under lång tidsrymd, som gett henne plats som en av de stora i festivalens historia.” |
| 2020   | Heroes (Joy Deb, Linnea Deb, Anton Hård af Segerstad och Måns Zelmerlöw)                                     | Vinnare, Eurovision Song Contest 2015 | ”För Sveriges sjätte seger i Eurovision Song Contest väljs ’Heroes’ (2015) med Måns Zelmerlöw och låtskrivarna Joy Deb, Linnea Deb och Anton Hård af Segerstad in i Melodifestivalens Hall of Fame. Måns, låten och streckgubben är en storslagen modern klassiker.”                                                                         |
| 2020   | Alice Babs                                                                                                   | Artist                                | ”Alice Babs väljs in i Melodifestivalens Hall of Fame för sitt legendariska framträdande 1958, som den första att representera Sverige i Eurovision Song Contest. Eftersom bidraget ”Lilla stjärna” aldrig spelades in på skiva är framträdandet i Eurovision den enda dokumenterade versionen.”                                             |
| 2020   | Fångad av en stormvind (Carola och Stephan Berg)                                                             | Vinnare, Eurovision Song Contest 1991 | ”Med vind i håret stormade Carola hela vägen upp till förstaplatsen i Eurovision Song Contest 1991 i Rom. För Sveriges tredje vinst i tävlingen väljs ”Fångad av en stormvind” med Carola och låtskrivaren Stephan Berg in i Melodifestivalens Hall of Fame.”                                                                                |
| 2020   | Diggi loo diggi ley (Louis Herrey, Per Herrey, Richard Herrey, Britt Lindeborg och Torgny Söderberg )        | Vinnare, Eurovision Song Contest 1984 | ”För Sveriges andra seger i Eurovision Song Contest väljs ’Diggi loo diggi ley’ med Herreys (Louis Herrey, Per Herrey och Richard Herrey) och låtskrivarna Britt Lindeborg och Torgny Söderberg in i Melodifestivalens Hall of Fame. Trots en titel utan betydelse har ”Diggi loo diggi ley” blivit ett evigt örhänge av största betydelse.” |
| 2020   | Take me to your heaven (Lars ’Dille’ Diedricson, Gert Lengstrand, Charlotte Perrelli och Marcos Ubeda)       | Vinnare, Eurovision Song Contest 1999 | ”För vinsten i Eurovision Song Contest 1999 väljs ’Take me to your heaven’ med Charlotte Perrelli, då Nilsson, och låtskrivarna Gert Lengstrand, Lars ’Dille’ Diedricson och Marcos Ubeda in i Melodifestivalens Hall of Fame.” |
| 2020   | Waterloo (Stig ”Stikkan” Andersson, Benny Andersson, Agnetha Fältskog, Anni-Frid Lyngstad och Björn Ulvaeus) | Vinnare, Eurovision Song Contest 1974 | ”För Sveriges första seger i Eurovision Song Contest väljs ’Waterloo’ från 1974 med Abba (Benny Andersson, Agnetha Fältskog, Anni-Frid Lyngstad, Björn Ulvaeus) jämte medkompositören Stig ”Stikkan” Andersson in i Melodifestivalens Hall of Fame.”                                                                                         |

### Fotnoter
1. ↑  ”Melodifestivalens Hall of Fame”. Melodifestivalens Hall of Fame. http://halloffame.melodifestivalen.se/. Läst 14 juni 2024.
2. 1 2 3 4 5 6 7 8 9 10 11 12 13 14 15 16 17 18 19 20 21 22 23 24 25 26 27 28 29 30 31 32 33 34 35 36 37 38 39 40 41 42 43 44 45 46 47 48 49 50 51  ”Melodifestivalens Hall of Fame - Melodifestivalen: Expertbloggen”. Sveriges Television. Arkiverad från originalet. https://web.archive.org/web/20200919223056/https://blogg.svt.se/melodifestivalen-expertbloggen/melodifestivalens-hall-of-fame/. Läst 13 augusti 2020.